# Watari
Watari (亘理町, Watari-chō) est un bourg du district de Watari, dans la préfecture de Miyagi, au Japon.

## Géographie

### Démographie
Au 1er décembre 2013, la population de Watari s'élevait à 33 090 habitants répartis sur une superficie de 73,21 km2.

## Histoire
La ville de Watari a été sérieusement endommagée par le tsunami engendré par le séisme de 2011 de la côte Pacifique du Tōhoku.